# خط تلفن ئی۱
خط تلفن E1، یکی از خدمات شرکت‌های ارائه دهنده تلفن در جهان و از جمله ایران می‌باشد. در حال حاضر در کشور ایران برای دریافت این خطوط، باید از طریق شرکت «خدمات اول» وابسته به شرکت مخابرات اقدام کرد.

## تعریف فنی
خط تلفن E1، نام خطوط مخابراتی با استاندارد اروپایی است که از طریق تجهیزات SDH (سلسله مراتب دیجیتال همزمانی) ارائه می‌گردد.
بر روی هر یک از خطوط E1، تعداد ۳۲ خط تلفن معمولی شبیه‌سازی می‌شود که صرف نظر از دو تای آن‌ها (که برای سیگنالینگ و همزمان سازی به کار می‌رود، مابقی توسط مشترک، قابل بهره‌برداری است. هر خط E1 می‌تواند حامل 2mb/s باشد. این خطوط نمی‌توانند همزمان Dialin و Dialout باشند.